# Massacre de l'école Santa María d'Iquique
Le massacre de l'école Santa María d'Iquique (espagnol : Matanza de la Escuela Santa María de Iquique) est un massacre d'État à l'encontre de grévistes dans une mine de nitratine à Iquique au Chili qui a eu lieu le 21 décembre 1907. Diverses sources affirment qu'entre 2 200 et 3 600 personnes ont été assassinées,, alors que les chiffres officiels du gouvernement du président Pedro Montt ne font état que de 126 morts. Il s'agit de personnes de diverses nationalités qui étaient en grève générale et qui ont été tuées par les forces armées chiliennes alors qu'elles se trouvaient à l'école Domingo Santa María, dans le port d'Iquique.
Cette tragédie s'est produite alors que la production de nitratine était en plein essor, dans les salines d'Antofagasta et de Tarapacá, sous des gouvernements parlementaires. La grève — provoquée par les conditions de travail misérables et l'exploitation des travailleurs — a été réprimée par l'utilisation aveugle de la force armée par le gouvernement de Pedro Montt.
Le général Roberto Silva Renard, qui commandait des unités militaires sous les ordres du ministre de l'intérieur Rafael Sotomayor Gaete, a ordonné la répression des manifestations. Les troupes ont tué les travailleurs et leurs familles et ont traité les survivants de manière particulièrement dure.
On estime qu'un grand nombre des victimes étaient des Argentins, des Boliviens et des Péruviens qui, malgré la demande de leurs consuls, ont refusé d'abandonner le mouvement.

## Filmographie
- Cantata de Chile, film cubain de Humberto Solás sorti en 1976.